# Robert Tomanek
Robert Tomanek (ur. 7 lipca 1964 w Gubinie) – polski ekonomista i nauczyciel akademicki, doktor habilitowany nauk ekonomicznych, rektor Uniwersytetu Ekonomicznego w Katowicach w kadencji 2016–2020, podsekretarz stanu w Ministerstwie Rozwoju, Pracy i Technologii (2020–2021).

## Życiorys
W 1987 ukończył studia na kierunku ekonomika transportu na Akademii Ekonomicznej w Katowicach. Na tej samej uczelni uzyskiwał kolejne stopnie naukowe w zakresie nauk ekonomicznych: w 1995 doktora na podstawie pracy pt. Strategia zmian organizacji systemu publicznej komunikacji lokalnej na przykładzie GOP, a w 2003 doktora habilitowanego w oparciu o dorobek naukowy i rozprawę zatytułowaną Konkurencyjność transportu miejskiego. W pracy naukowej zajął się zagadnieniami z zakresu ekonomiki i organizacji transportu, analizy i projektowania systemów transportowych, polityki transportowej.
Od końca studiów związany z macierzystą uczelnią (przekształconą w 2010 w Uniwersytet Ekonomiczny), doszedł na niej do stanowiska profesora nadzwyczajnego w Katedrze Transportu. Od 2002 do 2008 kierował Zakładem Transportu Miejskiego i Regionalnego. Od 2005 do 2008 był prodziekanem ds. studiów stacjonarnych na Wydziale Ekonomii. Następnie powoływany na stanowisko prorektora ds. edukacji (2008), ds. organizacyjnych (2010), ds. organizacji, finansów i rozwoju (2012). 28 kwietnia 2016 wybrany na rektora Uniwersytetu Ekonomicznego w Katowicach na czteroletnią kadencję (od 1 września 2016).
Wykładał również na uczelniach niepublicznych w Katowicach i Chorzowie. Od 1992 do 1999 był zastępcą dyrektora w Komunikacyjnym Związku Komunalnym GOP, następnie do 2004 doradcą przewodniczącego zarządu tego związku. W latach 2011–2014 pełnił funkcję konsultanta samorządu wojewódzkiego ds. opracowania strategii rozwoju transportu w regionie. W latach 2014–2016 był wiceprzewodniczącym rady nadzorczej Polskiego Radia Katowice. W latach 2016–2019 zasiadał w radzie nadzorczej Węglokoksu (od 2017 do 2018 jako wiceprzewodniczący), w 2019 wszedł w skład rady nadzorczej Jastrzębskiej Spółki Węglowej, zasiadał w niej do stycznia 2020. W tym samym miesiącu został przedstawicielem prezydenta RP Andrzeja Dudy w Komisji Nadzoru Finansowego.
W październiku 2020 został powołany na stanowisko podsekretarza stanu w Ministerstwie Rozwoju, Pracy i Technologii, pełnił tę funkcję do sierpnia 2021.